# 예 (전설)
예(羿) 또는 후예(后羿)는 중국의 각종 전설에 나오는 명궁이다.

## 신화 속의 예
크게 세 가지 유형의 이야기가 있다.
- 《회남자》(淮南子), 《산해경》(山海經) 등의 문헌에는 대예사일(大羿射日)이라 불리는 다음과 같은 신화가 등장한다. 요(堯) 재위 때 열 개의 해가 떠올라 곡식과 초목을 살라버려 백성들이 먹을 것이 없었고, 알유, 착치, 구영, 대풍, 파사, 봉희가 백성들에게 해를 끼쳤다. 요의 부림을 받은 예는 열 개의 해를 쏘아 아홉을 맞추고, 여섯 야수를 모두 제거했다.[1][2]
- 서왕모의 불사약을 훔쳐 달아난 항아(姮娥 혹은 상아) 설화에서, 항아의 남편 이름도 예(羿)이다. 예와 항아는 본디 천신이었고, 인간이 되어 천계에서 추방 당하였는데, 그 이유가 상제의 아홉아들인 태양을 쏘았기 때문이다.
- 하백(河伯)의 한 쪽 눈을 활로 쏘고, 하백의 부인이었던 낙빈(洛嬪)을 아내로 맞이하는 유형도 존재한다.

일월조정 등의 천지창조신화 중, 영웅형 신화의 전형적 인물상과 하나라의 예란 인물이 합쳐진 것으로 보인다. 한반도 창세 무가(巫歌)에서 나타나는 인물(대별왕, 소별왕 등)과 같은 기원으로 추정된다.

## 하나라 시절의 예
《춘추좌씨전》 양공 4년조에서 위장자가 주군 진 도공에게 간언한 말에 후예 설화가 나타난다. 이에 따르면 예의 일생은 다음과 같다.
예는 본디 유궁씨(有窮氏)의 임금이며, 소강 즉위 전 하나라가 쇠약한 틈을 타 하후 상을 죽이고 왕위를 찬탈했다. 그러나 활 솜씨를 믿고 정사를 보지 않고 사냥에만 빠졌으며, 어진 신하를 버리고 한착(寒浞)을 재상으로 삼았다. 한착은 예가 사냥하도록 조장하고 예의 국민들을 모두 장악하였다. 예는 권세를 잃고, 한착에게 장악당한 국민들에게 삶아죽임을 당했다. 예의 아들에게 삶은 예를 먹이니 아들은 자살했다.
논어 헌문편에 나오는 '활을 잘 쏘는 후예'는 이 예로 여겨진다.
예가 죽은 이유가 예를 시기한 예의 제자 봉몽 때문이라는 설도 있다.  예의 제자는 복숭아나무로 몽둥이를 만들어 예를 때려죽였다고 한다.

## 같이 보기
- 중추절